# On Animal Locomotion
Pour plus de détails, voir Fiche technique et Distribution.
On Animal Locomotion est un court métrage expérimental néerlandais réalisé par Johan van der Keuken, avec le compositeur de jazz Willem Breuker, en 1994. Il a été distribué au sein du film collectif Hexagon.

## Synopsis
Autour d'une œuvre du compositeur Willem Breuker, Johan van der Keuken filme les mouvements du corps humain. Les deux artistes cherchent de nouvelles modalités pour exprimer à l'écran le rythme de la musique.

## Fiche technique
- Titre original : On Animal Locomotion
- Réalisation : Johan van der Keuken
- Prise de vue et montage : Johan van der Keuken
- Musique : Willem Breuker
- Mixage : Stephan Warnas
- Production : Ton van der Lee et Frank Scheffer
- Sociétés de production : Allegri Film & Nos
- Tournage : Lituanie, Suisse, Paris, St Saint-Pétersbourg et Sarajevo
- Pays :  Pays-Bas
- Genre : film documentaire
- Durée : 15 minutes

## Distribution
- Nosh Neneh
- Niki Phew

## Autour du film
Dans ce film, la caméra du cinéaste exprime un regard purement cinématographique totalement différent d'un regard naturaliste. C'est une constante des films de Johan van der Keuken de chercher un regard qui ne soit pas une simple transposition du regard humain. Le critique Robin Dereux décrit ainsi le travail du réalisateur dans ce court-métrage : 

« Les références sont sans cesse remises en cause dans ses films.(...) Les mouvements « inocculaires » dans On animal locomotion montrent que le regard humain lui-même est polymorphe. Elles sont bafouées par l'absence de naturalisme. Certaines images n’ont pas de rôle figuratif à jouer, mais elles travaillent dans d’autres domaines, sur d’autres qualités (texture, granulation, couleur, mouvement, luminosité, etc) et jouent un rôle dans la perception du spectateur, en remplacement du naturalisme »